# Нёргор, Пер
Пер Нёргор (дат. Per Nørgård; 13 июля 1932, Гентофте, Ховедстаден — 28 мая 2025, Копенгаген) — датский композитор, крупнейшая после Карла Нильсена фигура в датской музыке.

## Биография
Сын торговца. Играл на фортепиано с семи лет, увлекался рисованием. Учился в Королевской академии музыки в Копенгагене, затем у Нади Буланже в Париже. В 1960-х воспринял серийную технику. Увлёкся творчеством Адольфа Вёльфли, написал несколько сочинений на его тексты (опера «Божественный сад Тиволи» 1983; и др.). Писал киномузыку, в том числе — к фильму «Пир Бабетты» (1987, по одноимённой новелле Карен Бликсен). Выступал также как музыкальный писатель, автор глубоких эссе по философии музыки.
Умер 28 мая 2025 года в Копенгагене в возрасте 92 лет.

## Сочинения

### Оперы
- Лабиринт (премьера Копенгаген, 1967)
- Гильгамеш (1972; Орхус, 1973)
- Божественный сад Тиволи (1982; Орхус, 1983)
- Сиддхартха (1979; Стокгольм, 1983)
- Орфей, бесконечная песнь (1988; не поставлена)
- Ночь человечества (1996; Копенгаген, 1996)

### Симфонии
- Симфония № 1 Sinfonia austera (1953—1955)
- Симфония № 2 (1970)
- Симфония № 3 (1972—1975, включена в Культурный канон Дании)
- Симфония № 4 (1981)
- Симфония № 5 (1990)
- Симфония № 6 At the End of the Day (1998—1999)
- Симфония № 7 (2006)
- Симфония № 8 (2011)

### Концертные сочинения
- Скрипичный концерт Helle Nacht (1986—1987)
- Фортепианный концерт Concerto in due tempi (1994—1995)

### Другие сочинения
- Трио № 1 (1955)
- Констелляции (1958)
- Путь за золотую завесу (англ. Voyage into the golden screen 1969)
- Libra (1973)
- Поворот (1973)
- Как ребёнок (1979—1980)
- Песни во сне (1981)
- Ицзин для перкуссии соло (1982)
- Наяды (1986)
- Terrains vagues, для оркестра (2000)
- Картинки с озера Арре, для альт-саксофона, фортепиано и струнного оркестра (2007)
- Out of the Cradle Endlessly Rocking, для кларнета, альта, виолончели и фортепиано (2007—2008)
- музыка к фильму «Красная мантия» (1967)

## Признание
- Премия «Гаудеамус» (1961)
- Музыкальная премия Северного Совета (1974)
- Премия Леони Соннинг (1996)
- Премия Сибелиуса (2006)
- Премия Эрнста фон Сименса (2016) и многие другие.